# Humanitarna pomoć
Humanitarna pomoć (od lat. humanitas ljudskost) je kratkoročna materijalna i logistička pomoć kao mjera za zaštite i brige za ljude na humanitarnoj osnovi. Obično se pruža kod posljedica humanitarnih kriza. 
Osnovni ciljevi humanitarne pomoći su:
- Spas ljudskih života
- Pružanje pomoći za osnovne ljudske potrebe (voda, hrana, smještaj)
- Pružanje osnovnih higijenskih potrepština i medicinske pomoći

Od pomoći u razvoju razlikuju se uglavnom u pružanju kratkoročne pomoći.

## Primjeri za organizacije koje pružaju humanitarnu pomoć
Ujedinjeni narodi pokušavaju ublažiti posljedice humanitarnih katastrofa s određenim organizacijama, kao što su UNHCR, UNICEF i UNCDF. Organizacija Europske unije je odjel za humanitarnu pomoć (ECHO). Značajna je i američka agencija USAID State Departmenta koja pruža humanitarnu pomoć inozemstvu od 1961. .
Vrlo značajne organizacije su npr.:
- Međunarodni Crveni križ
- Liječnici bez granica
- Oxfam
- CARE International
- Caritas

## Vanjske poveznice
- Humanitarna pomoć EU
- Koordinacija UNa
- Caritas.hr  Arhivirana inačica izvorne stranice od 17. ožujka 2010. (Wayback Machine)